# پدی کنی

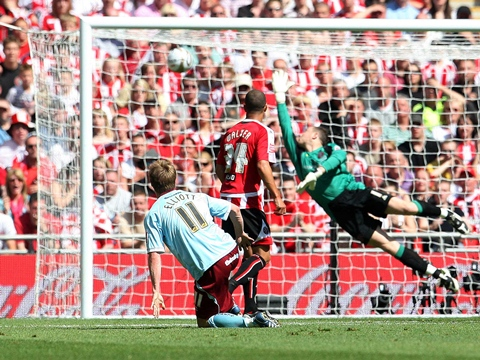
پدی کنی دروازه‌بان شفیلدیونایتد در عکس - ۲۰۰۹

پدی کنی (انگلیسی: Paddy Kenny؛ زادهٔ ۱۷ مهٔ ۱۹۷۸) یک بازیکن فوتبال اهل ایرلند است.